# Kodori
El Kodor (abkhaz: Кәыдры) és un riu d'Abkhàzia, al nord del país. Neix al Caucas i desaigua al mar Negre. Formava la frontera entre dos dels tres principats d'Abkhàzia al segle xviii.